# Kishárs
Kishárs (1899-ig Kis-Lipnik, szlovákul: Malý Lipník) község Szlovákiában, az Eperjesi kerület Ólublói járásában.

## Fekvése
Ólublótól 16 km-re északkeletre, a Poprád bal partján, a lengyel határ mellett fekszik.

## Története
A 14. század végén egy irtványon keletkezett falut az 1580-as években, a vlach jog alapján telepítették ruszin telepesekkel. A palocsai uradalomhoz tartozott, első írásos említése 1600-ból származik. 1715-ben „Kis-Lipnik” néven említik. 1787-ben 85 házát 564-en lakták.
A 18. század végén Vályi András így ír róla: „LIPNIK. Orosz falu Sáros Várm. földes Ura B. Palocsai Uraság, lakosai többen ó hitűek, fekszik Héthárshoz más fél mértföldnyire, határja ollyan mint Matisováé.”
1828-ban 96 háza és 725 lakosa volt a falunak. Lakói főként mezőgazdasággal és állattartással foglalkoztak, ezenkívül gyapjútermékeket és lenolajat állítottak elő. 1848-ban lakói részt vettek a szlovák nemzeti felkelésben. A falu lakói közül ebben az időben sokan éheztek és elvándoroltak innen.
Fényes Elek 1851-ben kiadott geográfiai szótárában így ír a faluról: „Lipnik, orosz falu, Sáros vmegyében, a Poprád mellett: 725 görög kath. lak. Görög kath. paroch. templom. Savanyuvíz-forrás. Fenyves erdő. F. u. b. Palocsay Horváth. Ut. posta Eperjes 10 óra.”
1887-ben csendőrök verték le a zsellérek felkelését. Az első világháborúban 8 helybéli lakos esett el. A trianoni diktátum előtt Sáros vármegye Héthársi járásához tartozott.
A faluban vízimalom és fűrészüzem működött.

## Népessége
| Év:            | 1994. | 2004.   | 2014.   | 2024.   |
| -------------- | ----- | ------- | ------- | ------- |
| Emberek száma: | 480   | 458     | 454     | 484     |
| Eltérés:       |       | -4,58 % | -0,87 % | +6,60 % |

| Év:            | 2023. | 2024.   |
| -------------- | ----- | ------- |
| Emberek száma: | 467   | 484     |
| Eltérés:       |       | +3,64 % |

1910-ben 687, túlnyomórészt ruszin anyanyelvű lakosa volt.
2001-ben 477 lakosából 460 szlovák volt.
2011-ben 456 lakosából 386 szlovák és 62 ruszin volt.

## Nevezetességei
- Szent Kozma és Damján tiszteletére szentelt görögkatolikus temploma 1820-ban épült, 1889-ben és 1937-ben megújították.